# Pedro Mariño de Lobeira
Pedro Mariño de Lobeira (* 1528 in Pontevedra, Spanien; † 1594 in Lima, Peru) war Chronist des spanischen Königs, der die Eroberung Chiles beschrieb.
1545 kam Pedro Mariño de Lobeira nach Peru und reiste im Jahre 1551 nach Chile. Er wurde Chronist unter Pedro de Valdivia und nahm an den Feldzügen gegen die Mapuche teil. Nach dem Tod von Valdivia in der Festung Tucapel 1553 kam er unter das Kommando des neuen Gouverneurs von Chile García Hurtado de Mendoza, dieser verfolgte die Mapuche noch gnadenloser.
García Hurtado de Mendoza beauftragte Pedro Mariño de Lobeira eine Chronik der Eroberung Chiles zu schreiben. Die Chronik Crónica del Reino de Chile gilt heute es als wichtigstes historisches Werk aus dieser Zeit. Das Original ist allerdings verschwunden, es existiert nur eine Abschrift die García Hurtado de Mendoza an den Jesuiten-Priester Bartolomé de Escobar zum Korrekturlesen geschickt hat.
Die Berichte gingen direkt an den spanischen König, das Werk ist deshalb nicht neutral und stellt die Sicht der Eroberer dar.
1562 ging er nach Lima in Peru. Er wurde zum Verwalter der Stadt Valdivia und von Camaná (Südküste Perus) für seine Verdienste ernannt. Am 16. Dezember 1575 wurde die Stadt Valdivia von einem starken Erdbeben zerstört und dazu noch einige Monate später von einer riesigen Schlammlawine des aufgestauten Lago Riñihue überflutet. Pedro Mariño de Lobeira kümmerte sich um den Wiederaufbau und die Hilfe für die Opfer. 1594 starb er in Lima.
Seine Aufzeichnungen wurden allerdings erst 1865 in Band 6 der Colección de historiadores de Chile y documentos relativos a la historia nacional veröffentlicht.